# Killerton

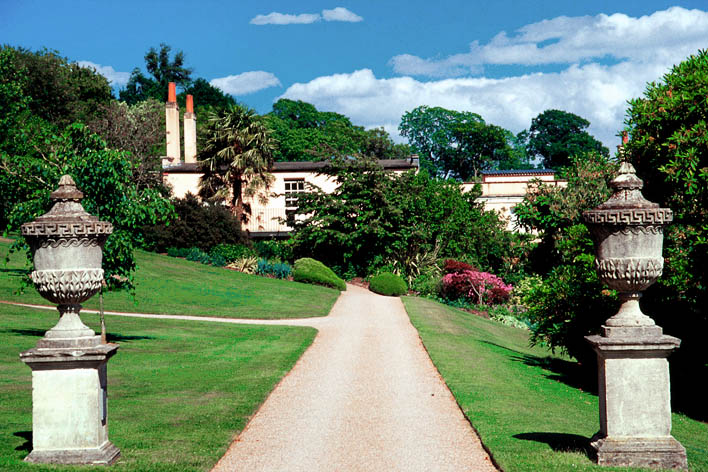
Killerton House

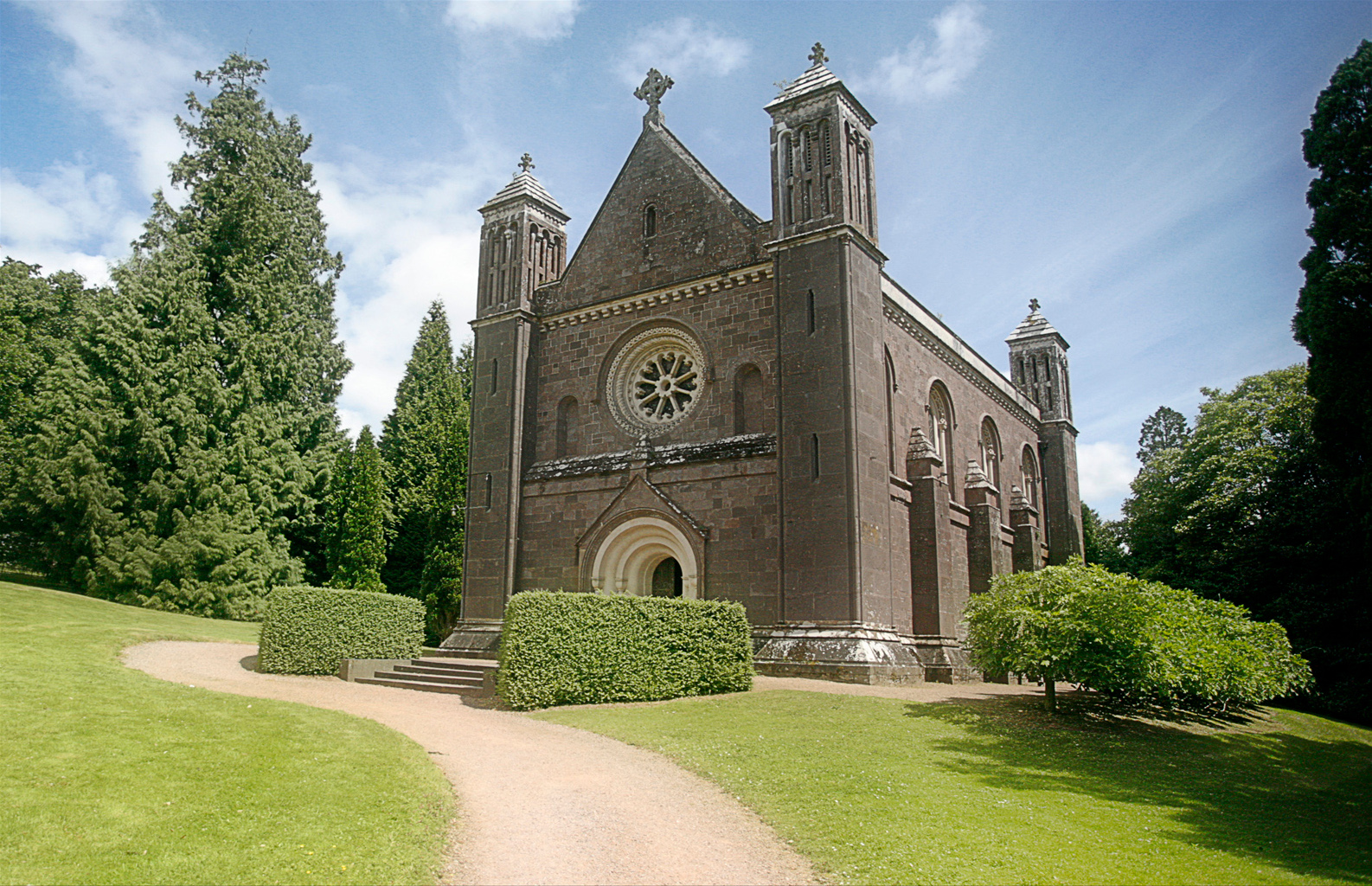
Killerton Chapel

Killerton ist ein Anwesen mit einem Landhaus aus dem 18. Jahrhundert in Devon. Das Landhaus wurde 1778 errichtet und ist heute ein Museum. Zum Anwesen, das sich auf einer Fläche von über 2500 Hektar erstreckt, gehört auch eine 1738 nach Plänen von Charles Robert Cockerell errichtete Kapelle. Der Garten wurde in den 1770er-Jahren von John Veitch, dem Begründer der Baumschule Veitch & Sons, angelegt. Darüber hinaus gehört zu Killerton ein bewaldeter Hügel, auf dem Überreste einer Befestigungsanlage aus der Eisenzeit gefunden wurden. 1952 wurde Killerton House und das Ha-Ha vor dem Eingang als Bauwerk der Stufe II* unter Denkmalschutz gestellt, seit 1944 ist das Anwesen im Besitz des National Trust for Places of Historic Interest or Natural Beauty. 2019 wurde Killerton  von rund 282.000 Personen besucht. 2024 betrug die Besucherzahl etwa 222.000 Personen.